# Атанас Петров (Буф)
Вижте пояснителната страница за други личности с името Атанас Петров.
Атанас Петров е български революционер, деец на Вътрешната македоно-одринска революционна организация.

## Биография
Атанас Петров е роден през 1885 година в леринското село Буф, тогава в Османската империя, днес в Гърция. Присъединява се към ВМОРО и става четник в четата на Христо Цветков, която през юни 1907 година навлиза от България в Македония. Атанас Петров загива в сражение с турски аскер край Лугунци на 3 юли 1907 година.